# 기타우라정 (아키타현)
기타우라정(北浦町)은 아키타현 미나미아키타군에 있던 정이다. 현재의 오가시 북단, 기타우라 각 정에 해당한다.

## 역사
- 1889년 4월 1일 - 정촌제 시행에 의해 1정  9촌의 구역으로 기타이소와케촌이 성립하였다.
- 1891년 11월 1일 - 기타이소와케촌이 개칭해 기타우라정이 되었다.
- 1902년 6월 4일 - 기타우라촌이 정으로 승격・개칭해 기타우라정이 되었다.
- 1955년 3월 1일 - 오가시에 편입되어, 동일 기타우라정은 폐지되었다.

## 출신유명인
- 사노 마사후미 (佐野正文)(럭비 선수)
- 스가와라 케이키치(菅原慶吉) (시장)
- 스즈키 히사루(鈴木壽) (교육자)